# Culla portatile

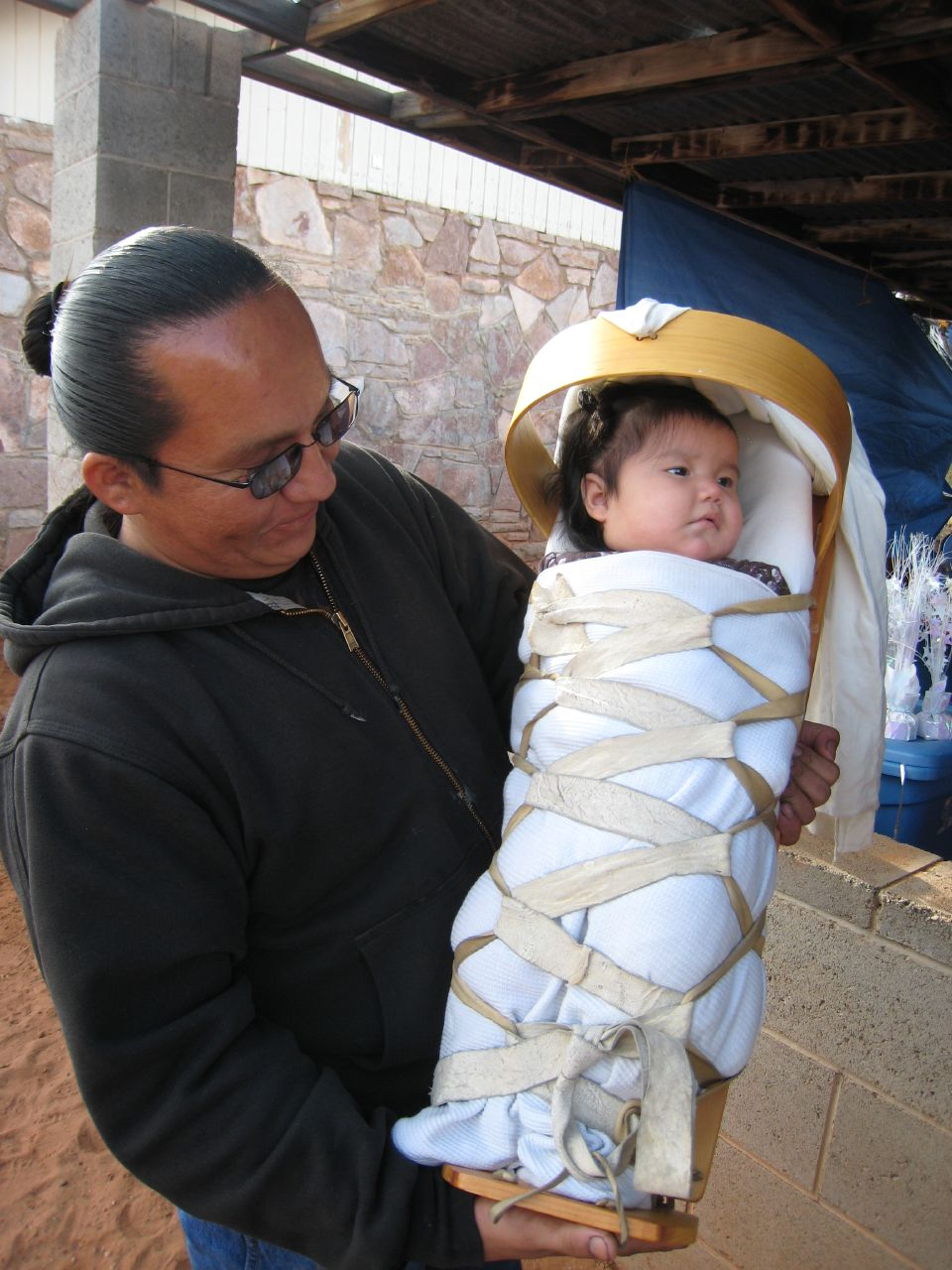
Una culla in stile Navajo

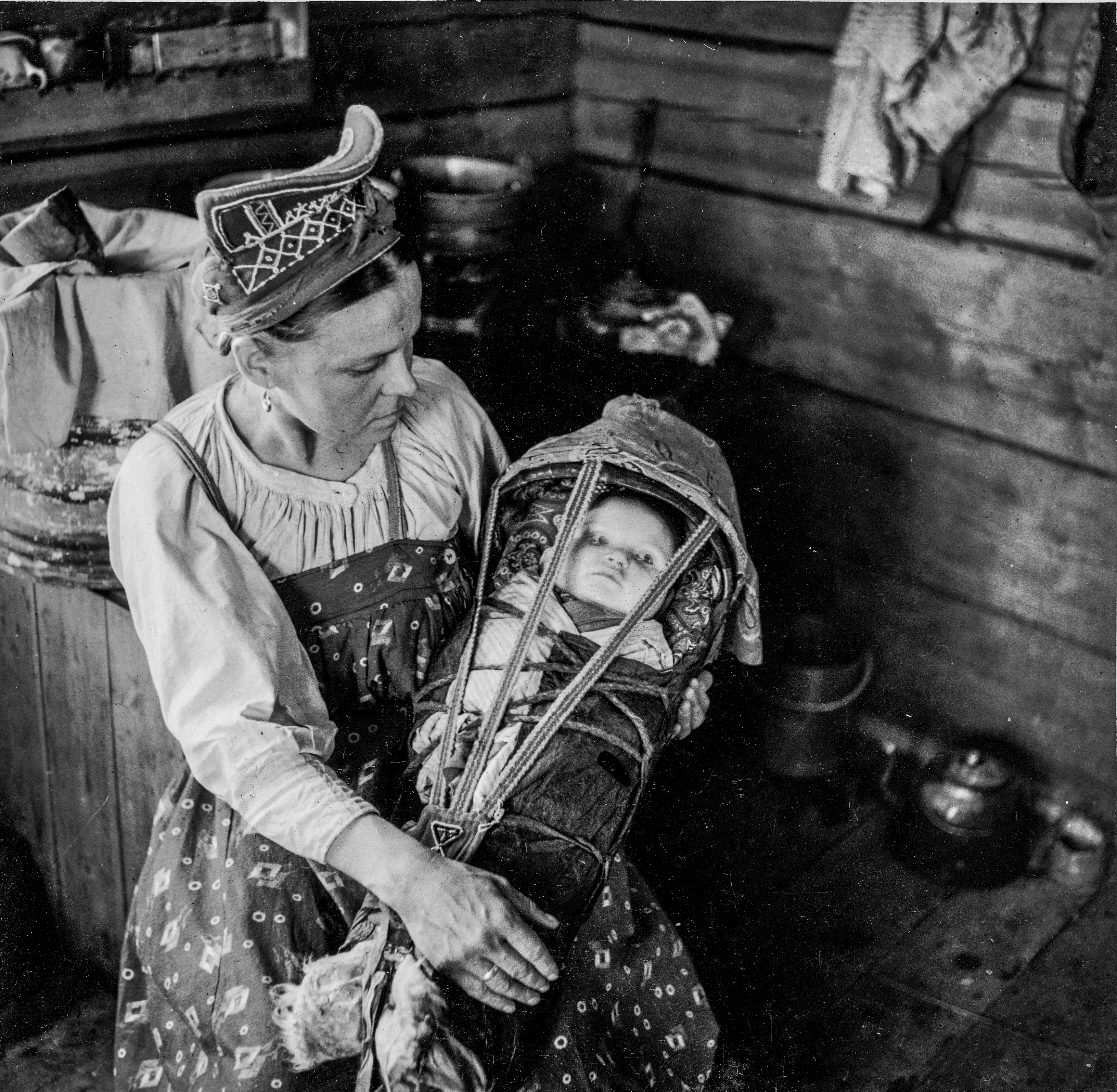
Una madre Skolt Sámi con il suo bambino in un ǩiõtkâm

Una culla portatile (in lingua cheyenne: pâhoešestôtse, in lingua sami settentrionale: gietkka, in lingua sami skolt: ǩiõtkâm) è un tradizionale marsupio protettivo usato da molte culture indigene nel Nord America e in tutta la Scandinavia settentrionale tra i Sami. Ci sono una varietà di stili di culla, che riflettono le diverse pratiche artigianali delle culture indigene. Alcune comunità indigene del Nord America usano ancora le culle portatili.

## Struttura

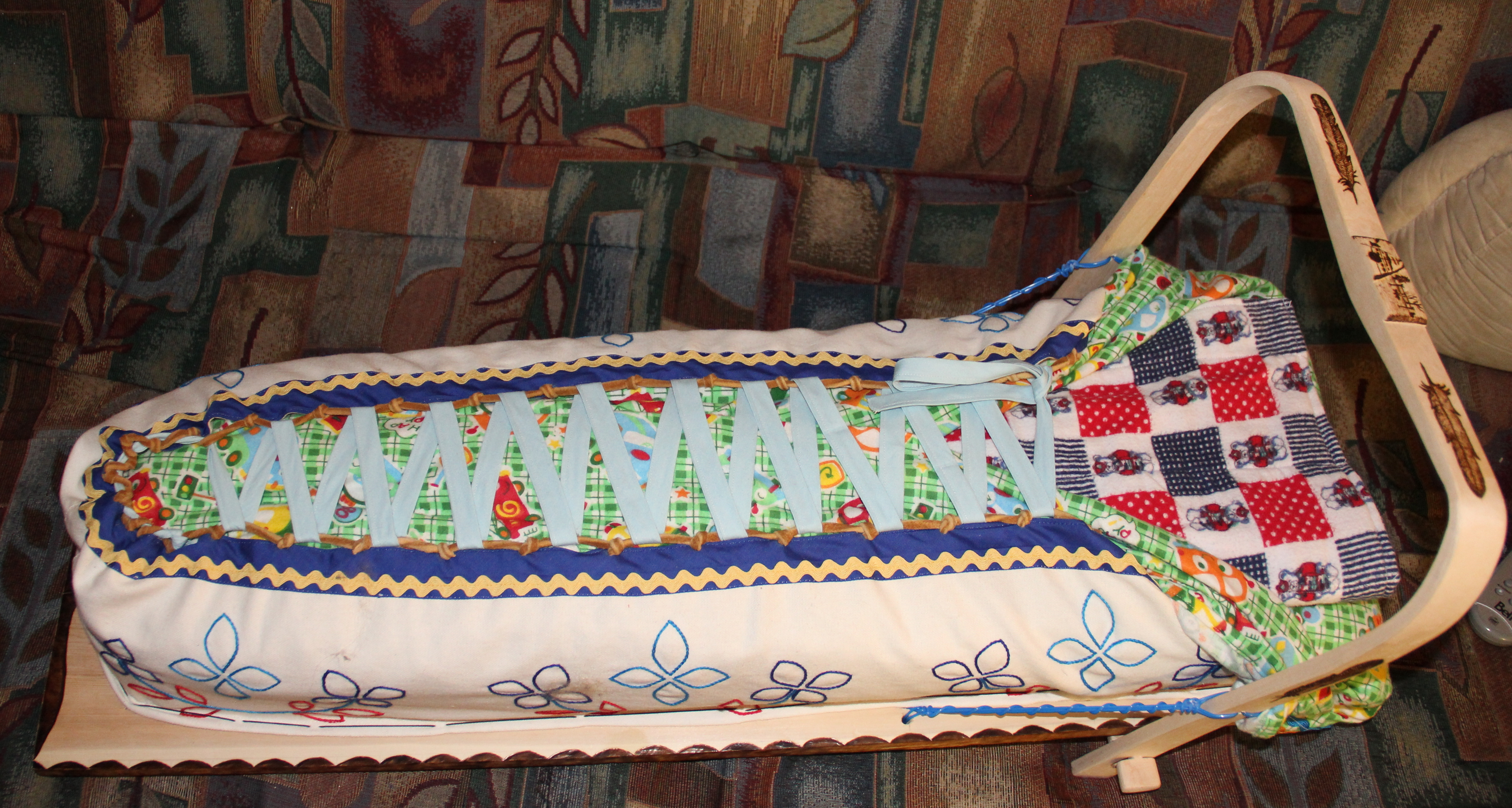
Culla Atikamekw

Le culle portatili vengono utilizzate per i primi mesi di vita di un neonato, quando un trasportino portatile per il bambino è una necessità. Alcune culle sono tessute, come quelle Apache. Le culle intrecciate sono fatte di fibre di salice, corniolo e altri vegetali. Le culle in legno sono realizzate dagli Irochesi e dai Penobscot. Le culle Navajo sono realizzate con un telaio in pinus ponderosa con lacci in pelle di daino avvolti nel telaio.
Qualunque sia il materiale utilizzato per realizzarle, condividono alcuni elementi strutturali. Sono costruite con un telaio protettivo ampio e solido per la colonna vertebrale del bambino. Hanno un poggiapiedi incorporato nella parte inferiore e una copertura arrotondata sopra la testa del bambino che si inarca fuori dalla culla, simile a un baldacchino o a un moderno cappuccio per carrozzina. Lo scopo di questo copricapo è quello di fornire ombra al bambino, poiché potrebbe essere coperto con una pelle di animale o una coperta in inverno per proteggerlo dagli elementi nei climi più freddi. Il copricapo fornisce anche una protezione extra per la testa nel caso in cui qualcosa urti contro la culla. Anche ornamenti e amuleti sacri sono spesso attaccati al copricapo, ad esempio "custodie per cordoni ombelicali con perline e acchiappasogni", per divertire e aiutare il bambino a sviluppare la vista.
L'interno è riempito con un rivestimento di fibre vegetali fresche, come sfagno, tifa, corteccia triturata di ginepro o Cliffrose. La fodera funge da pannolino usa e getta, anche se i Navajo puliscono e riutilizzano la fodera fatta di ginepro sminuzzato o corteccia di rosa canina. Queste fibre vegetali hanno proprietà antisettiche e quindi mantengono sana la pelle del bambino. La tradizione di Chippewa era quella di realizzare un rivestimento per la culla di solito dal muschio che cresce nelle paludi di mirtilli rossi, che veniva affumicato sul fuoco per uccidere gli insetti, quindi strofinato e tirato per ammorbidirlo. Nella stagione fredda, i piedi del bambino potevano essere avvolti nella pelle di coniglio con il pelo rivolto verso l'interno. Il rivestimento in muschio era circondato da un vassoio in corteccia di betulla inserito nella culla, che poteva essere rimosso per la pulizia.

## Uso

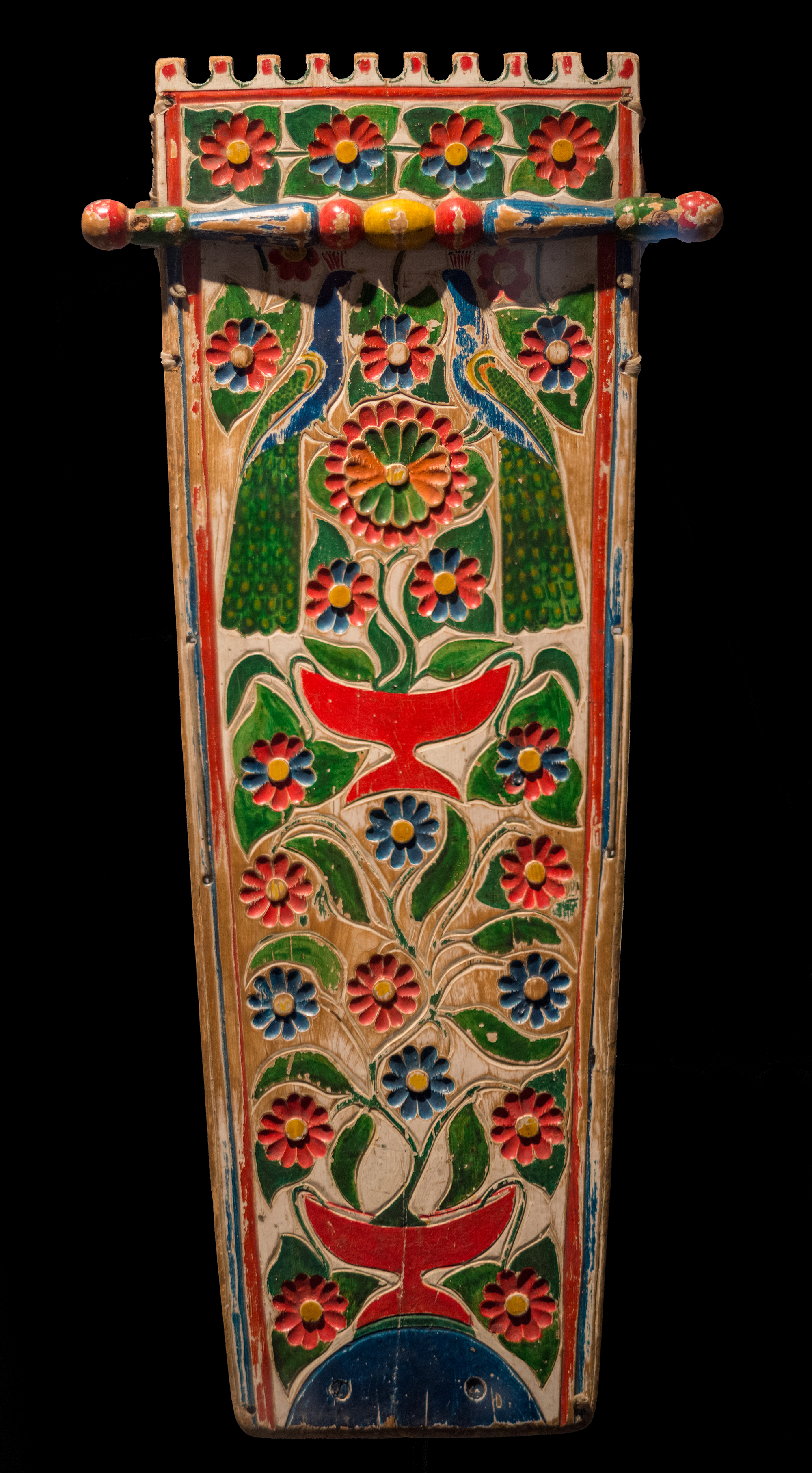
Tavola culla irochese

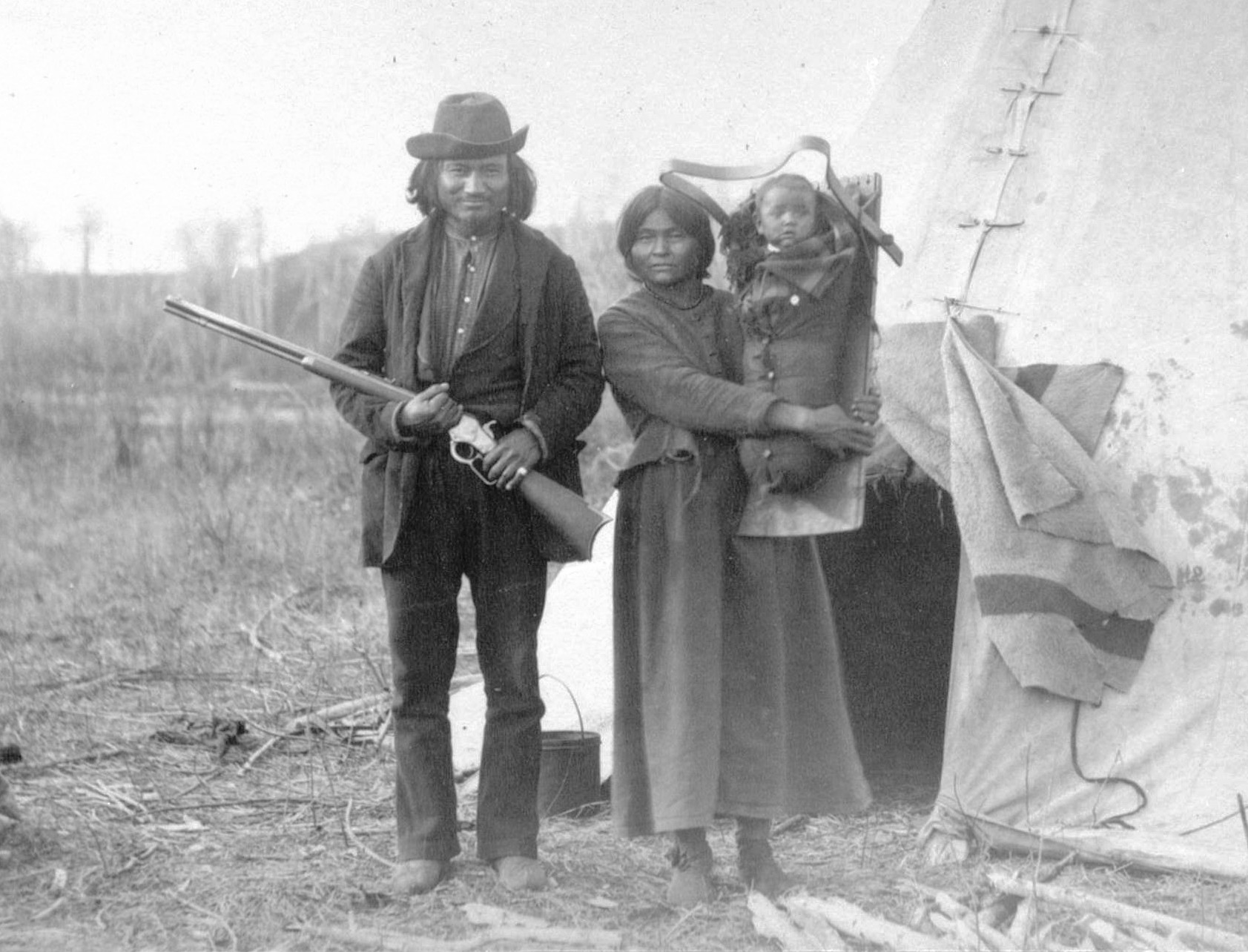
James Quesace, sua moglie e il loro bambino nel nord-ovest di Manitoba, in Canada, nel 1886

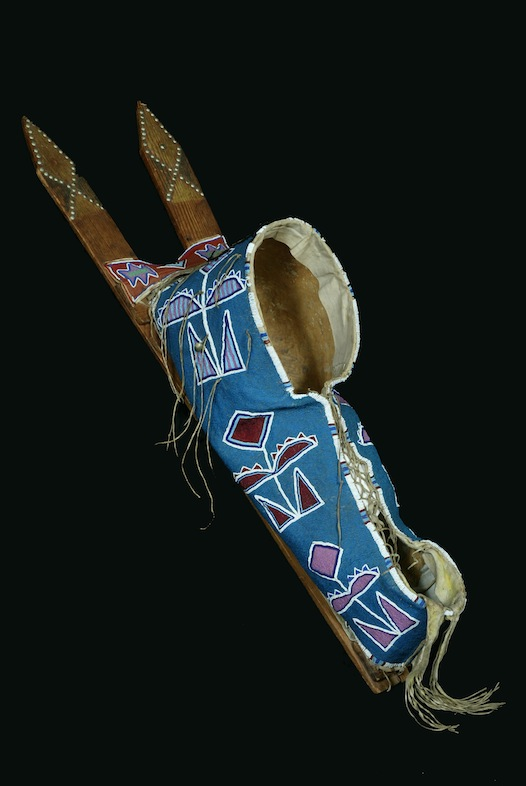
Tavola della culla Kiowa nel Museo dei bambini di Indianapolis

Le culle portatili sono state utilizzate in culture che vanno dalle regioni subartiche dell'attuale Canada fino al Messico e all'America centrale. Nelle regioni artiche, il freddo non rendeva possibile la sopravvivenza del bambino in una culla e i neonati venivano trasportati mettendoli in un marsupio indossato sotto il parka dalla madre. Invece erano ampiamente utilizzate dalle popolazioni indigene nell'attuale Nord America. Furono anche usate dal popolo Kickapoo in Messico, dagli Aztechi, dal popolo Seri e dalle comunità Maya fino al Belize. Nell'America del Sud la maggior parte delle culture indigene utilizzava imbracature o sacchetti, a volte chiamati rebozo, per trasportare i bambini, piuttosto che le culle. Queste venivano utilizzate nella parte più meridionale del continente, nella regione della Patagonia.
Le culle venivano utilizzate durante i periodi in cui la madre doveva viaggiare o altrimenti muoversi per lavoro e dovevano proteggere il bambino. La culla poteva essere portata sulla schiena della madre, utilizzando il supporto di "tumplines", o "cinghie di carico", che le avvolgevano la fronte, il petto o le spalle. Se avesse portato uno zaino oltre alla culla, la cinghia dello zaino le avrebbe avvolto il petto e la cinghia della culla le avrebbe avvolto la fronte. La culla poteva anche essere appoggiata contro un grande albero o una roccia se il bambino era piccolo, o appesa a un palo (come all'interno di una capanna irochese), o persino appesa a un robusto ramo di un albero. Venivano utilizzate anche quando era necessario compiere un viaggio più lungo, poiché la culla poteva essere attaccata a un cavallo per il trasporto.
Negli Stati Uniti sud-occidentali e nel Messico settentrionale, tra culture come Hopi e Apache, i bambini trascorrevano la maggior parte del giorno e della notte nella culla, venendone portati fuori per periodi progressivamente più lunghi, fino a cinque volte al giorno. Quando il bambino raggiungeva l'età in cui poteva stare seduto senza sostegno, veniva gradualmente svezzato dall'uso della culla e vi trascorreva progressivamente meno tempo. A questo punto, il bambino poteva utilizzare una seconda culla più grande che sostituiva la prima. Quando il bambino aveva un anno e iniziava a camminare, generalmente era terminato l'uso della culla.
L'uso della culla e il suo effetto sull'interazione madre-bambino è stato studiato nelle comunità Navajo. È stato dimostrato che l'uso non aveva effetti negativi significativi sul suo sviluppo. Nei primi mesi dell'infanzia, le culle avevano un effetto calmante sui bambini. Dopo i 6 mesi di età o più, i bambini iniziavano a resistere più vigorosamente a essere inseriti nelle culle man mano che diventavano più mobili e spesso venivano posti nella culla con le braccia e le mani libere, in modo da poter giocare con gli oggetti appesi alla culla per il loro divertimento.

## Displasia evolutiva dei fianchi
L'uso della culla è stato associato ad una maggiore incidenza di displasia dello sviluppo dell'anca. La tecnica richiede il raddrizzamento delle gambe, che incoraggia la dislocazione del femore e la malformazione dell'acetabolo. Questo può essere evitato posizionando un'imbottitura tra le gambe del bambino per mantenere le ginocchia leggermente piegate con i fianchi inclinati verso l'esterno. Alcuni utenti moderni sostengono che il piccolo studio del 1968 sui bambini Navajo sia stato intenzionalmente progettato per denigrare una pratica culturale tradizionale.